# NGC 3759
NGC 3759 este o radiogalaxie situată în constelația Ursa Mare. A fost descoperită în 19 august 1866 de către Heinrich Louis d'Arrest. Se află la o distanță de 78,8 de megaparseci de Pământ.